# (16539) 1991 PY12
A (16539) 1991 PY12 a Naprendszer kisbolygóövében található aszteroida. Henry E. Holt fedezte fel 1991. augusztus 5-én.